# 교향곡 1번 (슈트라우스)
《교향곡 1번 라단조 AV.69》는 리하르트 슈트라우스가 1880년에 작곡한 교향곡이다.

## 개요
슈트라우스는 여섯 살 때 최초로 작곡한 '재단사 폴카' 이래로 계속 작곡 수업을 받으면서 창작도 병행했다. 물론 그 대부분이 공적인 무대에서 발표할 목적으로 쓴 곡은 아니었고, 지금도 거의 연주되지 않고 있다. 하지만 그 목록들을 쭉 살펴보면, 슈트라우스가 고전 형식에 대해 꽤 세밀한 연구를 하고 그것을 수많은 습작으로 남겨놓았다는 것을 알 수 있다.
가령 1873년경부터 1874년까지 쓴 피아노 소나타 (혹은 소나티네)에서 그러한 형식 탐구가 나타나고 있고, 1877년에 최초의 완성된 관현악 작품인 세레나데를 내놓기 전에도 이런저런 오페라를 계획하면서 그 서곡도 남겨놓고 있었다. 슈트라우스 집안에서는 부친 프란츠 슈트라우스부터가 바그너나 리스트 류의 후기 낭만주의 사조에 강력한 반대를 표명하고 있었고, 그의 음악 선생들도 대부분 보수적인 예술관을 가지고 있었기 때문에 학습기에는 기껏해야 초기 낭만주의의 예풍 정도까지를 습득하는 차원이었다. 그러한 까닭에, 이 시기에 만들어진 슈트라우스의 초기작들에서는 놀라울 정도로 낭만주의 겸 고전주의 형식의 원숙성을 지키고 있는 모습을 볼 수 있다.
그렇게 이것저것 손을 대던 소년 시절의 슈트라우스가 처음으로 '교향곡'이라는 영역에 손을 댄 것이 1880년의 일이었다. '교향곡 1번 D단조'라는 제목의 곡이었고, 이 곡은 이듬해에 당대 유명 지휘자 중 한 사람이었던 헤르만 레비(Hermann Levi)의 지휘로 뮌헨에서 초연되어 '발을 뗀 어린 작곡가'로서는 예상 외로 호평을 받았다.
느린 서주붙은 빠른 소나타 형식의 1악장, 느리고 서정적인 2악장, 빠른 스케르초의 3악장, 론도 형식의 4악장 피날레까지 고전 형식을 거의 완벽히 준수하고 있는 곡인데, 그 때까지 슈트라우스가 받은 영향을 곳곳에서 느낄 수 있다. 대체로 멘델스존이나 슈만 등 초기 낭만주의 작곡가들의 어법을 따르고 있는데, 작곡자의 이름을 거론하지 않고 들려준다면 아마 작곡 연대를 19세기 중반이라고 얘기할 가능성이 높다고 생각될 정도다.
아직은 자신의 개성 보다는 충실한 학습 진도를 보여주는 것으로 만족했던 첫 교향곡을 쓴 뒤, 슈트라우스는 1882년에 뮌헨 대학에 입학해 철학과 미학, 예술사를 수강하면서 계속 기회가 있을 때마다 작품을 발표하고 있었다. 그 중 13개의 관악기를 위한 세레나데의 초연 소식이 당대 최고의 영향력을 행사하고 있던 지휘자 한스 폰 뷜로의 귀에 들어갔고, 뷜로는 그 후속작인 13개의 관악기를 위한 모음곡의 작곡을 권유하면서 슈트라우스의 재능에 관심을 기울이게 되었다.

## 연주시간
- 약 33분

## 편성
플루트2, 오보에2, 클라리넷2, 바순2, 호른4, 트럼펫2, 트롬본3, 팀파니, 현5부

## 참고 문헌
- http://byundaeri.tistory.com/20 [머나먼정글 잡설록]